# Cricotopus nalus
Cricotopus nalus är en tvåvingeart som beskrevs av Roback 1960. Cricotopus nalus ingår i släktet Cricotopus och familjen fjädermyggor.
Artens utbredningsområde är Peru. Inga underarter finns listade i Catalogue of Life.